# Лазаренко Федір Михайлович
Федір Михайлович Лазаренко (8 лютого (22 лютого) 1888 року, Глухів — 16 листопада 1953 року, Чкалов (нині Оренбург)) — радянський гістолог, педагог, з 1946 — член-кореспондент Академії медичних наук СРСР, автор методу культивування тканин in vivo.

## Біографія
Федір Михайлович Лазаренко народився 8 лютого 1888 року в місті Глухові у родині Михайла Лазаренка, вчителя історії в місцевій гімназії, і Марії Семенівни Лазаренка. Шкільний восьмирічну освіту Ф. М. Лазаренко отримав у чоловічій класичній гімназії. Його однокласником був майбутній поет і журналіст Володимир Іванович Нарбут. По закінченні гімназії Ф. М. Лазаренко вирішив продовжити навчання в Петербурзькому університеті, але у зв'язку зі смертю батька надходження довелося відкласти на 7 років, протягом яких він, переїхавши з матір'ю в Петербург, заробляв приватними уроками. Лише в 1913 році він був зарахований на природне відділення фізико-математичного факультету Петербурзького університету.
У 1914 році Ф. М. Лазаренко став спеціалізуватися по гістології на кафедрі, очолюваної Олександром Станіславовичем Догелем. Безпосереднім науковим керівником студента був Олексій Олексійович Заварзін, в той час асистент кафедри гістології. Згодом Ф. М. Лазаренка дуже тепло відгукувався як про роботу в цей період, багато в чому котра прищепила йому якості майбутнього дослідника, так і про самого керівника, педантичному в роботі і по-дружньому простий в спілкуванні, а також не позбавлене почуття гумору.
Також в цей період була написана перша велика робота Ф. М. Лазаренка «До питання про перехід в сухожилля м'язів і про будову сарколеми», отримала позитивну оцінку А. С. Догеля. Закінчення навчання припало на період революції, внаслідок чого Ф. М. Лазаренко не отримав свого часу диплом про вищу освіту.

По закінченні університету в 1918 році Ф. М. Лазаренко отримав запрошення зайняти місце викладача в Пермському університеті, де А. А. Заварзін став у той час завідувачем кафедри. У тому ж році, вже в Пермі, Ф. М. Лазаренко одружився з Антоніною Григорівною Амосовою, дочкою викладача глухівської гімназії. 

Восени 1918 року до Олексію Олексійовичу і до всіх нас приїхав новий асистент Ф. М. Лазаренка. Ф. М. Лазаренка вніс багато тепла і затишку у наше життя. На рідкість хороший товариш, він ще більше згуртував нас в дружну компанію, гаслом якої було — всі за одного, один за всіх. Його господарська і технічна кмітливість дуже допомогли пристрою лабораторії: то класна дошка з великих товстих листів матового скла, які він невідомо звідки добув; то портрети вчених, для малювання яких він пристосував художника; якісь скляні баночки і посуд всіх сортів і розборів, добывавшаяся їм з якихось нікому не відомих складів; різні удосконалення в педагогіці, яка, до речі кажучи, нашими спільними зусиллями, під постійним наглядом самого А. А. Заварзіна, була поставлена досить докладно.

Пермський університет був організований всього двома роками раніше, і колосальні труднощі у його становлення та організацію роботи вносила Громадянська війна. З грудня 1918 року частина викладачів і студентів були мобілізовані білим урядом, а влітку 1919 року особовий склад Пермського університету був евакуйований в Томськ, розмістившись в стінах Томського університету. Після перемоги Червоної Армії в 1920 році почалася реевакуація. В період роботи в Пермі Ф. М. Лазаренка крім постійної наукової та педагогічної роботи здійснював активну організаційно-господарську діяльність.
У 1926 році Ф. М. Лазаренка переїжджає до Ленінграда, де займає посаду асистента кафедри гістології в 1-му Ленінградському медичному інституті. Одночасно він вів заняття з гістології в Військово-медичної академії, а також працював за сумісництвом науковим співробітником онкологічного інституту під керівництвом Миколи Григоровича Хлопіна в цитологічній лабораторії. Так як отримати посаду професора в Ленінграді не представлялося можливим, у 1930 році Ф. М. Лазаренко брав участь в конкурсі на вакантну посаду завідувача кафедри гістології Середньо-Волзького сільськогосподарського інституту в Самарі, яку він згодом отримав. Однак з осені того ж року кафедра була переведена в Оренбург, увійшовши до складу организующегося сільськогосподарського інституту.
Починати роботу у новому інституті доводилося з нуля, проте Ф. М. Лазаренко вже мав досвід у таких питаннях, внаслідок чого кафедра гістології в короткий термін стала однією з провідних в плані технічного забезпечення. Активна робота була продовжена і в період Великої Вітчизняної війни (призову на фронт Ф. М. Лазаренко не підлягав за віком), що згодом було відзначено орденом «Знак Пошани» і медаллю «За доблесну працю у Великій Вітчизняній війні».
Важливу роль Ф. М. Лазаренка зіграв в організації медичного інституту, очоливши ініціативну групу, завданням якої було обґрунтувати перед обласним керівництвом можливість і необхідність його відкриття. В результаті в 1944 році на базі евакуйованого Харківського медінституту був відкритий Чкаловський медичний інститут (назва Оренбурга в 1938—1957 роках — Чкалов), в якому Ф. М. Лазаренко став першим заступником директора з навчально-наукової частини, що передбачало ведення організаційної роботи. Їм же була в найкоротші терміни облаштована і очолена кафедра гістології. Ф. М. Лазаренко також брав участь у громадському житті — з 1935 року, протягом 12 років його обирали членом Рад депутатів трудящих міського та обласного рівнів.
За спогадами сучасників, у лекціях Ф. М. Лазаренко завжди приваблювала його широка ерудиція і профільність подачі матеріалу, дає про себе знати на його лекціях по одній темі в сільськогосподарському інститутах, педагогічному та медичному.
У 1946 році Ф. М. Лазаренко був удостоєний звання члена-кореспондента Академії медичних наук СРСР по відділенню медико-біологічних наук. У 1949 році при ньому на кафедрі гістології була організована аспірантура, куди в 1950 році поступив А. А. Заварзін — молодший. В останні роки життя Ф. М. Лазаренко продовжував працювати в сільськогосподарському і медичному інститутах, ведучи підготовку науково-викладацьких кадрів.
16 листопада 1953 року Ф. М. Лазаренка помер. Він був похований на християнському кладовищі в центрі Оренбурга. Дітей у Федора Михайловича та Антоніни Григорівни Лазаренка не було.

## Наукова діяльність
Основні наукові досягнення Ф. М. Лазаренка стосуються галузі гістології сполучної тканини і эпителиально-сполучнотканинних взаємовідносин. Робота з даної тематики була розпочата в 1919 році в Пермі. У 1925 році їм були опубліковані 2 великі статті в німецьких морфологічних журналах, присвячені будові крові і сполучної тканини («Die morphologische Bedeutung der Blut und Bindgewebs der elemente Insect»), а також питань регенерації («Ein interessanter der Fall Regeneration eines Hautsinnersorgan bej der Larve von Orictes Nasicornes»), виконані на жука-носороге.
За застосованою методикою ці роботи були єдиними у своєму роді. Їм було встановлено, що міжклітинну речовину сполучної тканини комах виробляється клітинами гемолімфи, були досліджені вогнища кровотворення і закономірності гемопоезу. Також було простежено зв'язок епітелію і сполучної тканини в процесі загоювання, для чого було застосовано ряд експериментальних методів. Одним з методів створення вогнищ асептичного запалення шляхом введення целлоидиновых трубочок в порожнину тіла. Ці дослідження стали одним з джерел, що стали в формуванні А. А. Заварзін теорії паралелізму в еволюції тканин.
В період роботи в Ленінграді Ф. М. Лазаренка освоює метод тканинних культур, вивчаючи нормальні та пухлинні клітини. Надалі їм був розроблений метод культивування тканин у живому організмі (in vivo). Для цього подрібнені фрагменти органу донора поміщалися в підшкірну клітковину організму-реципієнта разом зі стерильними шматочками целлоидина, що сприяло розвитку асептичного запалення. Умови запального вогнища виявилися сприятливими для росту тканинної культури, а знаходження в організмі забезпечувало наближені до природних взаємодії з оточуючими тканинами.
Хоча даний метод не враховує імунологічних взаємовідносин між організмом і чужорідної тканиною, принципи яких тоді не були відомі, у свій час ці дослідження просунули вперед розвиток експериментальної гістології. З використанням методу культивування тканин in vivo було показано існування прехордальной ембріональної закладки у хребетних. Також були отримані дані про епітеліальної природи клітин строми тимуса. Результати роботи були викладені в монографії, завершеною і підготовленої до друку після смерті Ф. М. Лазаренка групою академіків АМН СРСР, вийшла під назвою «Закономірності зростання і перетворення тканин і органів в умовах культивування їх в організмі».